# Adolph Alexander Noser
Adolph Alexander Noser SVD (* 4. Juli 1900 in Belleville, Illinois; † 15. April 1981) war ein US-amerikanischer römisch-katholischer Missionar und Bischof.

## Leben
Noser trat der Ordensgemeinschaft der Steyler Missionare bei und empfing am 27. September 1925 die Priesterweihe.
Papst Pius XII. ernannte ihn am 27. Oktober 1944 zum Apostolischen Präfekten von Accra. Mit der Erhebung Accras zum Apostolischen Vikariat wurde Noser am 12. Juni 1947 gleichzeitig zum Titularbischof von Capitolias ernannt. Die Bischofsweihe spendete ihm am 22. August desselben Jahres Samuel Kardinal Stritch, Erzbischof von Chicago. Mitkonsekratoren waren William David O’Brien, Weihbischof in Chicago, und William Patrick O’Connor, Bischof von Madison. Am 18. April 1950 erhob Pius XII. Accra zum Bistum, am 8. Januar 1953 ernannte er Noser zum Apostolischen Vikar von Alexishafen sowie zum Titularbischof von Hierpiniana. Von 1962 bis 1965 nahm er am Zweiten Vatikanischen Konzil teil. Das Apostolische Vikariat Alexishafen wurde am 15. November 1966 durch Papst Paul VI. zum Erzbistum Madang erhoben und Noser dessen erster Erzbischof. Paul VI. nahm am 19. Dezember 1975 sein altersbedingtes Rücktrittsgesuch an.